# 2680 Mateo
2680 Mateo è un asteroide della fascia principale. Scoperto nel 1975, presenta un'orbita caratterizzata da un semiasse maggiore pari a 2,4032445 UA e da un'eccentricità di 0,2148575, inclinata di 2,43361° rispetto all'eclittica.
L'eponimo Mateo venne dapprima attribuito all'oggetto 1975 QP con il sequenziale 2893. La denominazione venne abolita poiché l'oggetto aveva già ricevuto il sequenziale 2383 L'eponimo fu poi assegnato all'oggetto descritto in questa voce e il sequenziale 2893 venne infine usato per l'oggetto 1975 QD.
L'asteroide è dedicato al geofisico argentino José Mateo.